# Ülenurme (gemeente)
Ülenurme (Estisch: Ülenurme vald) was een gemeente in de Estische provincie Tartumaa. De gemeente telde 7380 inwoners op 1 januari 2017. In 2011 waren dat er nog 7751. Ze had een oppervlakte van 86,1 km².
In oktober 2017 werd de gemeente bij de gemeente Kambja gevoegd. De gemeente ging hiertegen in beroep bij het Estische Hooggerechtshof, maar werd in het ongelijk gesteld.
Tot de landgemeente behoorden tien dorpen en vier wat grotere nederzettingen met de status van alevik (vlek): naast de hoofdplaats Ülenurme ook Külitse, Räni en Tõrvandi.
In en rond het hoofdgebouw van het vroegere landgoed Ülenurme bij de gelijknamige plaats is sinds 1968 het Estisch Agrarisch Museum (Eesti Põllumajandusmuuseum) gevestigd.

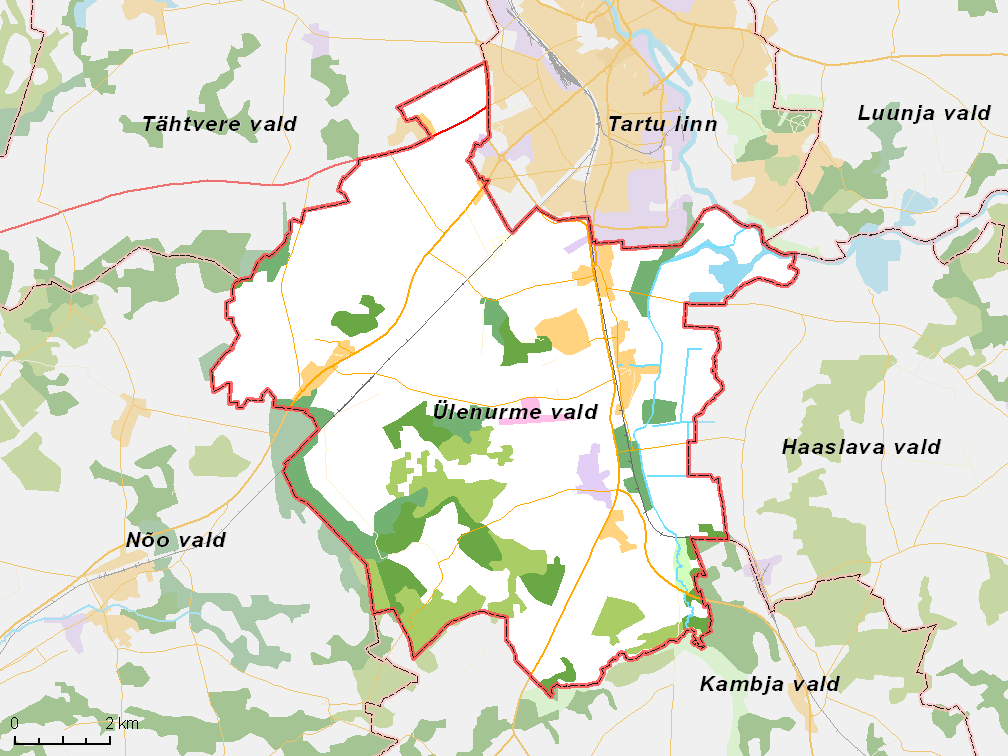
De gemeente met omliggende gemeenten, situatie begin 2017